# جان کمپل (بازیکن فوتبال، زاده ۱۸۶۹)
جان کمپل (انگلیسی: John Campbell؛ ۱۹ فوریه ۱۸۶۹ – ۸ ژوئن ۱۹۰۶) بازیکن فوتبال اهل اسکاتلند بود.
از باشگاه‌هایی که در آن بازی کرده‌است می‌توان به باشگاه فوتبال نیوکاسل یونایتد و باشگاه فوتبال ساندرلند اشاره کرد.